# Planta (Zeitschrift)
Planta (lateinisch für „Pflanze“) ist eine naturwissenschaftliche Fachzeitschrift für den Fachbereich Botanik. Sie erscheint heute im Springer-Verlag. Die Zeitschrift veröffentlicht Aufsätze und Buchbesprechungen zur Molekularbiologie, Zellbiologie, Biochemie, Stoffwechsel, Wachstum, Entwicklung, Morphogenese, ökologische Physiologie, Umweltphysiologie, Biotechnologie und zu Wechselwirkungen zwischen Pflanzen und Mikroorganismen.

## Geschichte
Begründer der Fachpublikation waren der Botaniker und Hochschullehrer Hans Winkler und der Botaniker und Hochschullehrer Wilhelm Ruhland. Die Ausgabe Nummer eins der Zeitschrift erschien 1925. Mitarbeiter in der Anfangszeit war der Botaniker Emil Heitz. Inzwischen (2014) ist der 240. Band erschienen.